# エスタディオ・マヌエル・マルティネス・バレーロ
エスタディオ・マヌエル・マルティネス・バレーロ（Estadio Manuel Martínez Valero）は、スペイン・バレンシア州アリカンテ県エルチェにあるサッカー専用スタジアム。

## 歴史
1976年9月8日、カンポ・デ・アトラビシュの後を引き継ぐ形で開場されたスタジアム最初の試合はエルチェCF対サッカーメキシコ代表との親善試合だった。また、1982年には1982 FIFAワールドカップの開催地のも選ばれており、3試合がこのスタジアムで行われた。
2013-14シーズン、AFEPE (スペイン国内のクラブが正式に認めたファンクラブによる団体)が、ラ・リーガにおける最優秀スタジアムに選出した。

## ギャラリー

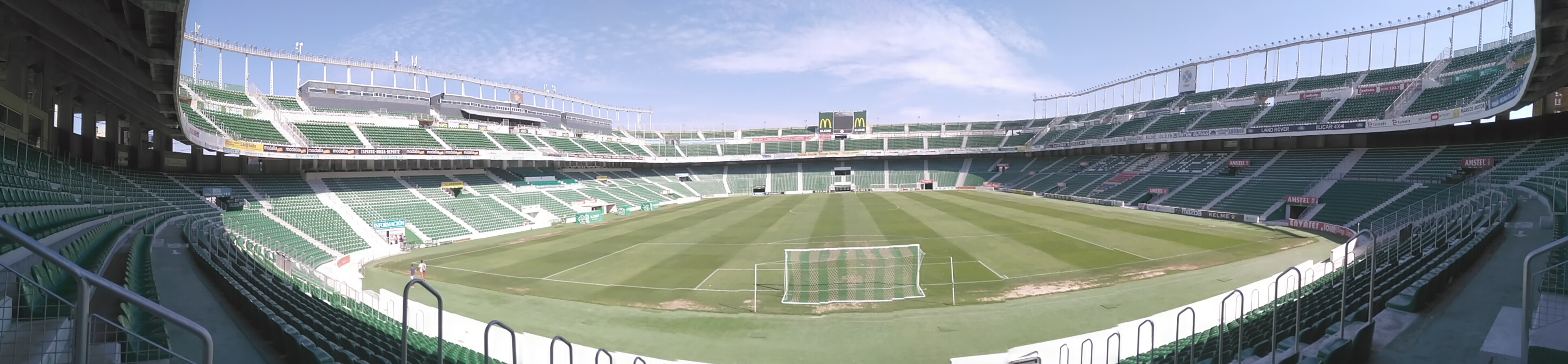
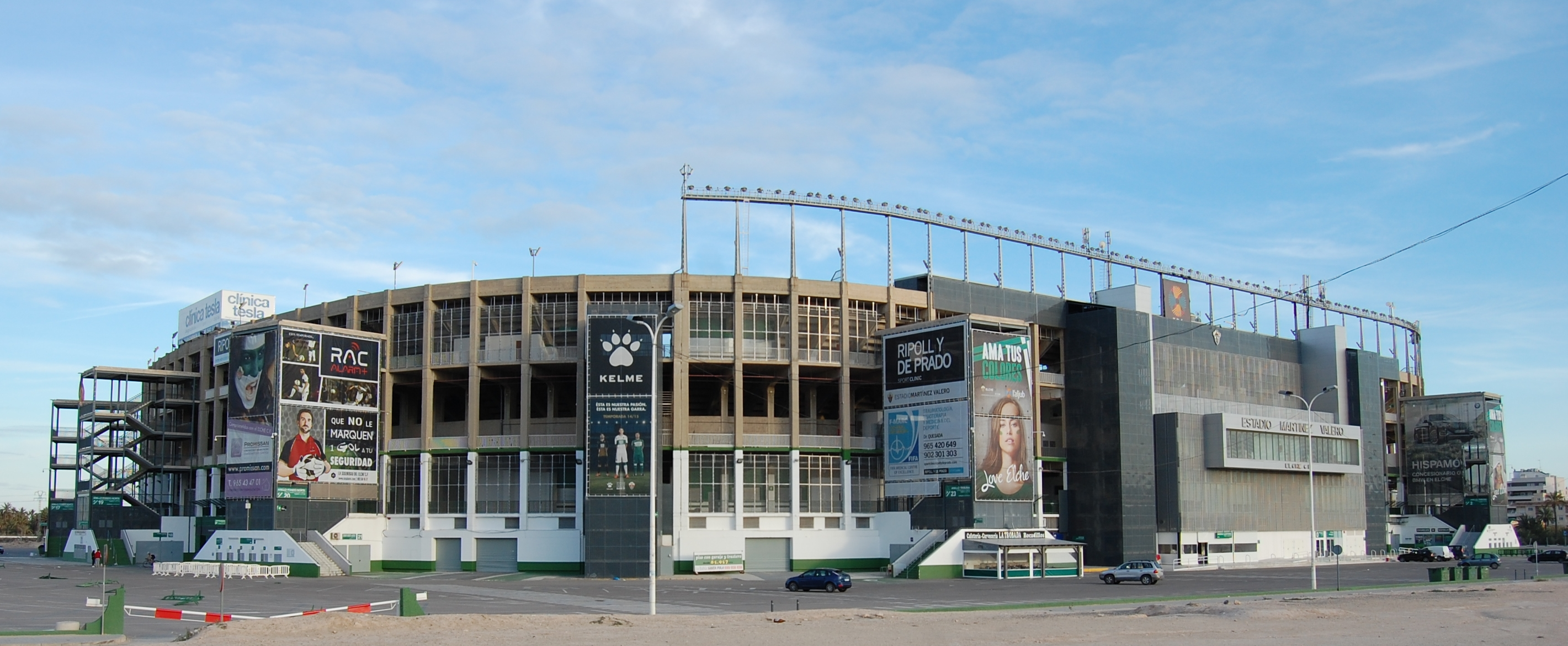
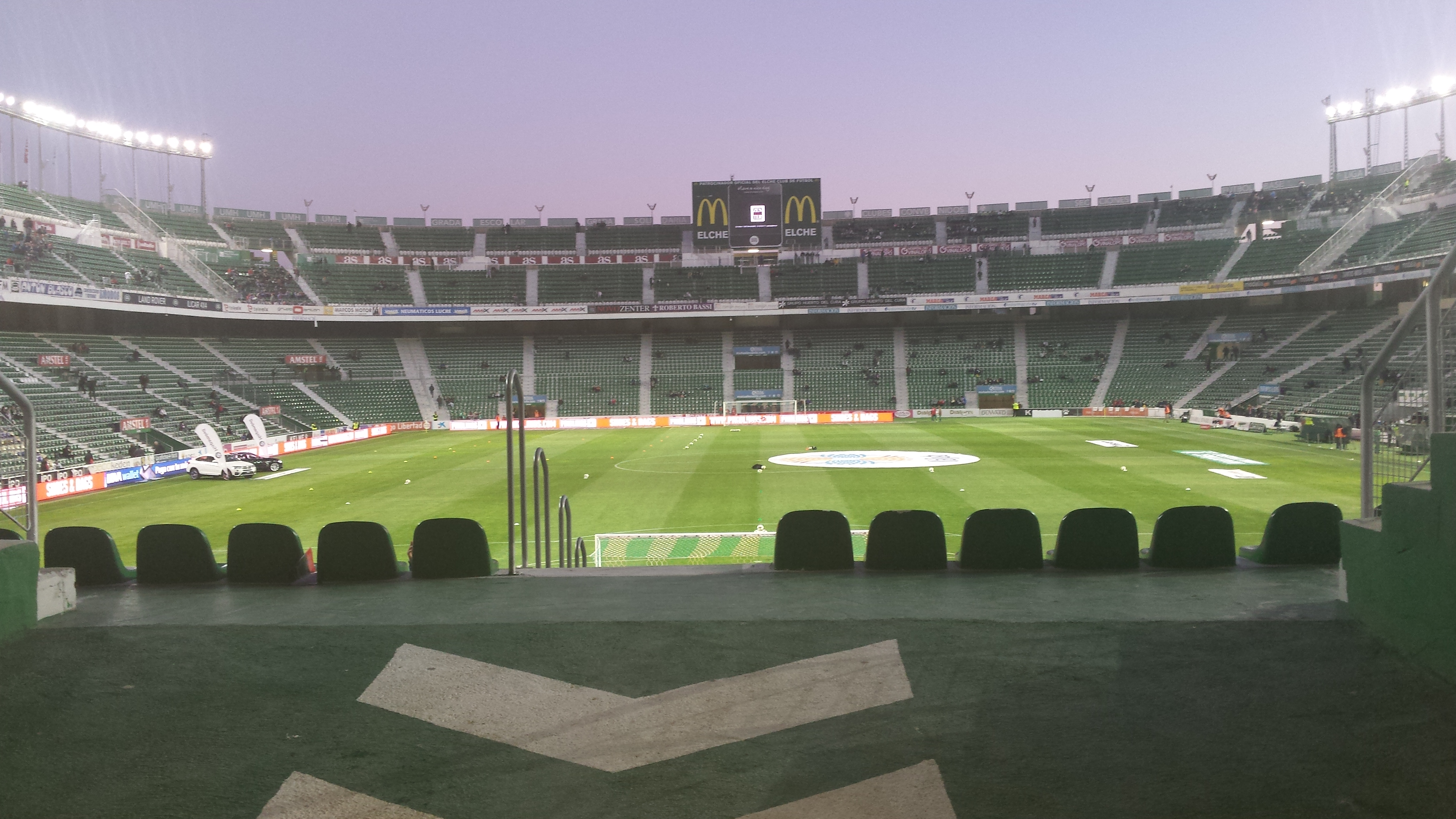
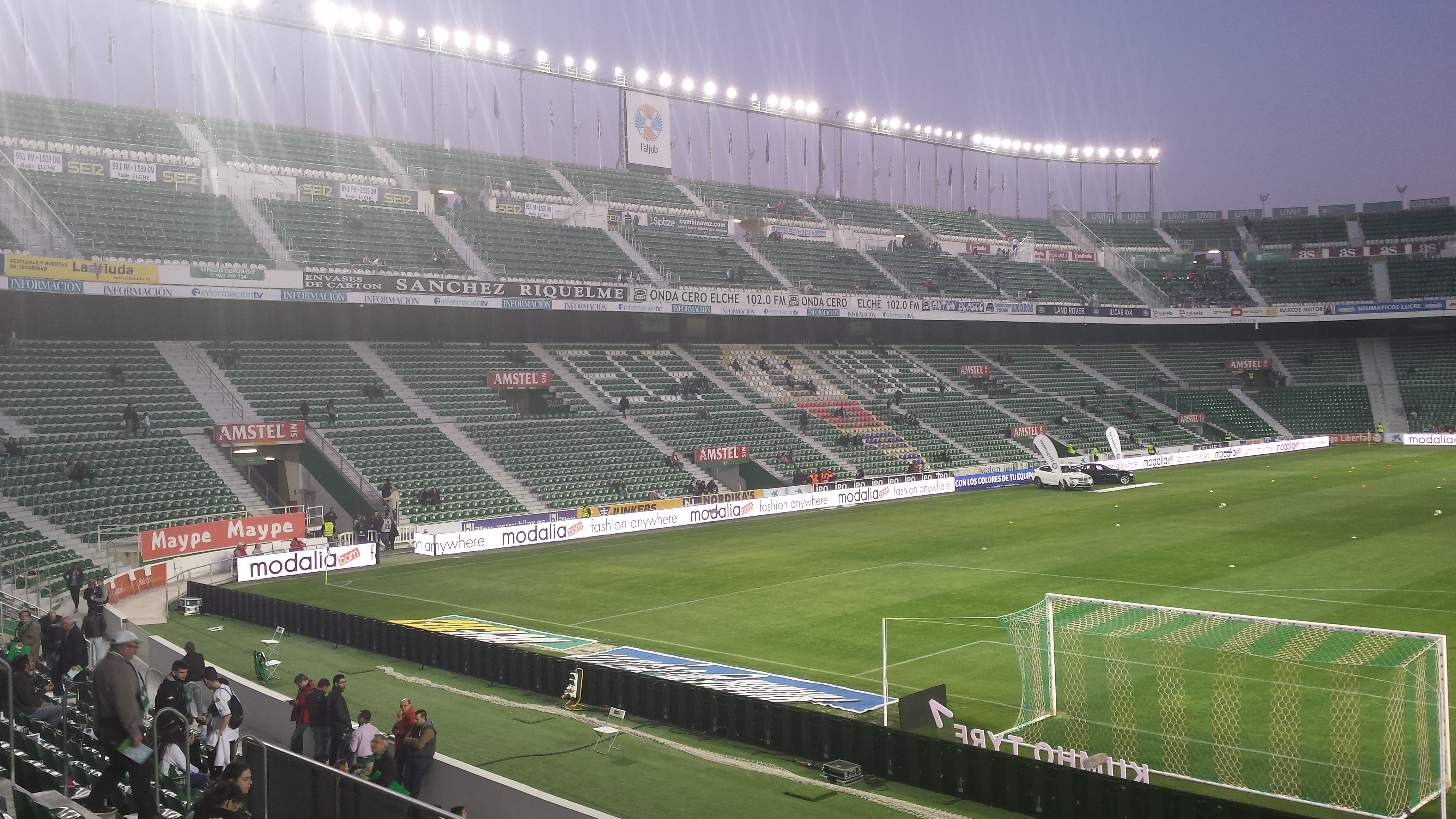
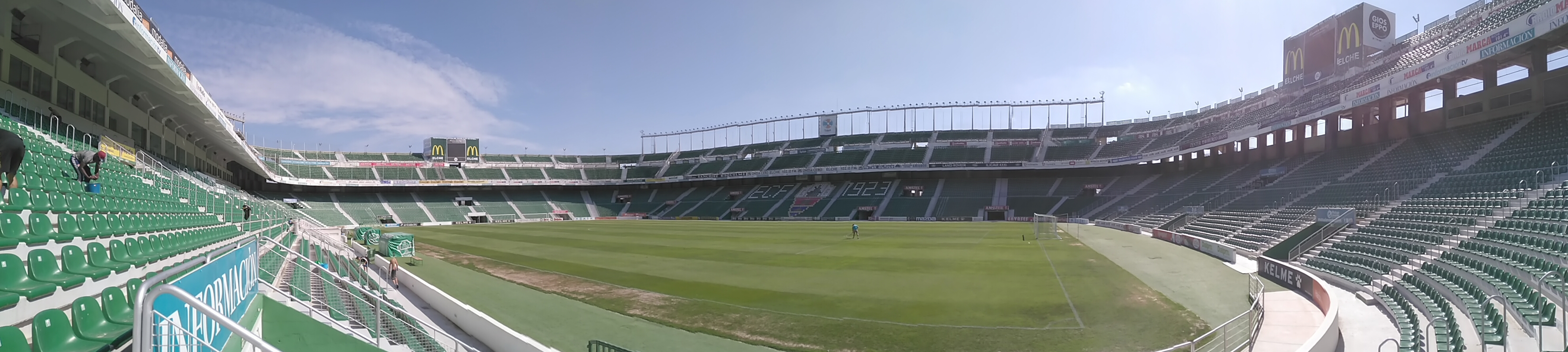
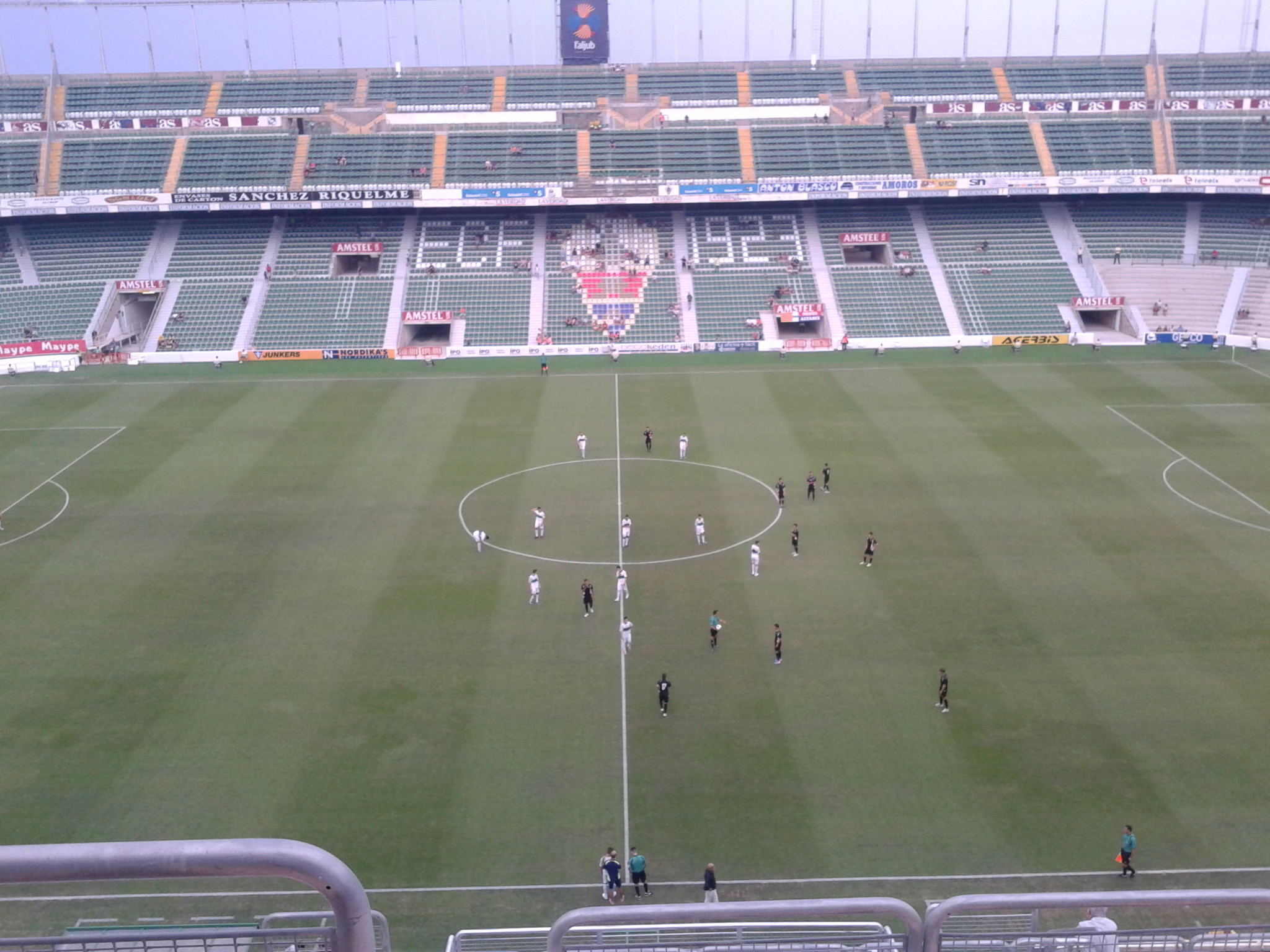
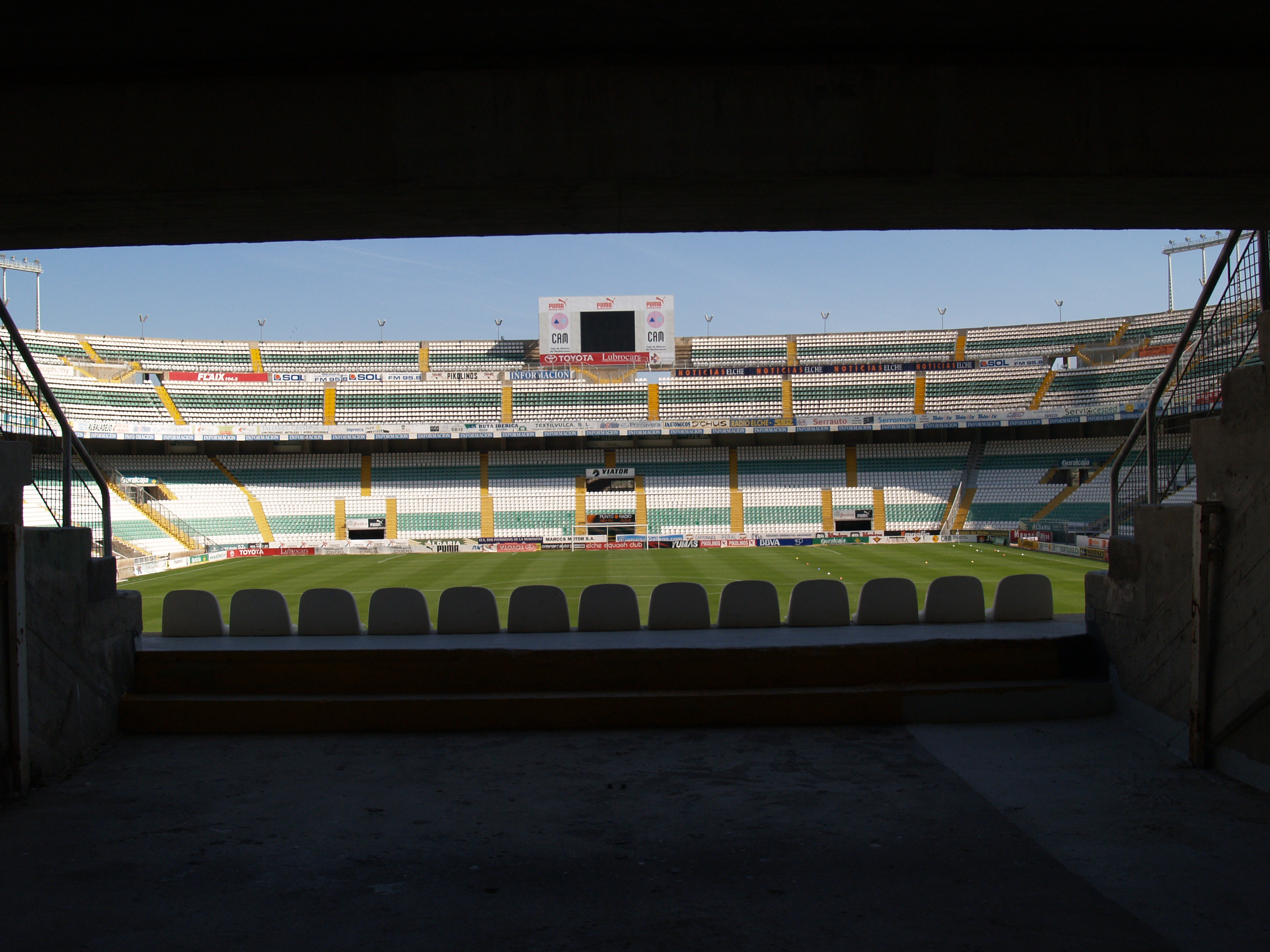